# Усть-Начинське сільське поселення
Усть-Начи́нське сільське поселення (рос. Усть-Начинское сельское поселение) — сільське поселення у складі Стрітенського району Забайкальського краю Росії.
Адміністративний центр та єдиний населений пункт — село Усть-Начин.

## Історія
Станом на 2002 рік існував Шилкінсько-Заводський сільський округ (села Старолончаково, Усть-Начин, Шилкінський Завод). Пізніше село Усть-Начин утворило окреме Усть-Начинське сільське поселення.

## Населення
Населення сільського поселення становить 97 осіб (2019; 118 у 2010, 135 у 2002).